# Уэно (станция)
Станция Уэно (яп. 上野駅 уэно эки) — крупная железнодорожная станция, расположенная в специальном районе Тайто, Токио. В окрестностях станции находится Парк Уэно, на территории которого в свою очередь находятся Токийский национальный музей, Национальный музей западного искусства, Зоопарк Уэно, Токийский национальный университет изящных искусств и музыки. Станция также является одним из основных транспортных узлов в Токио.

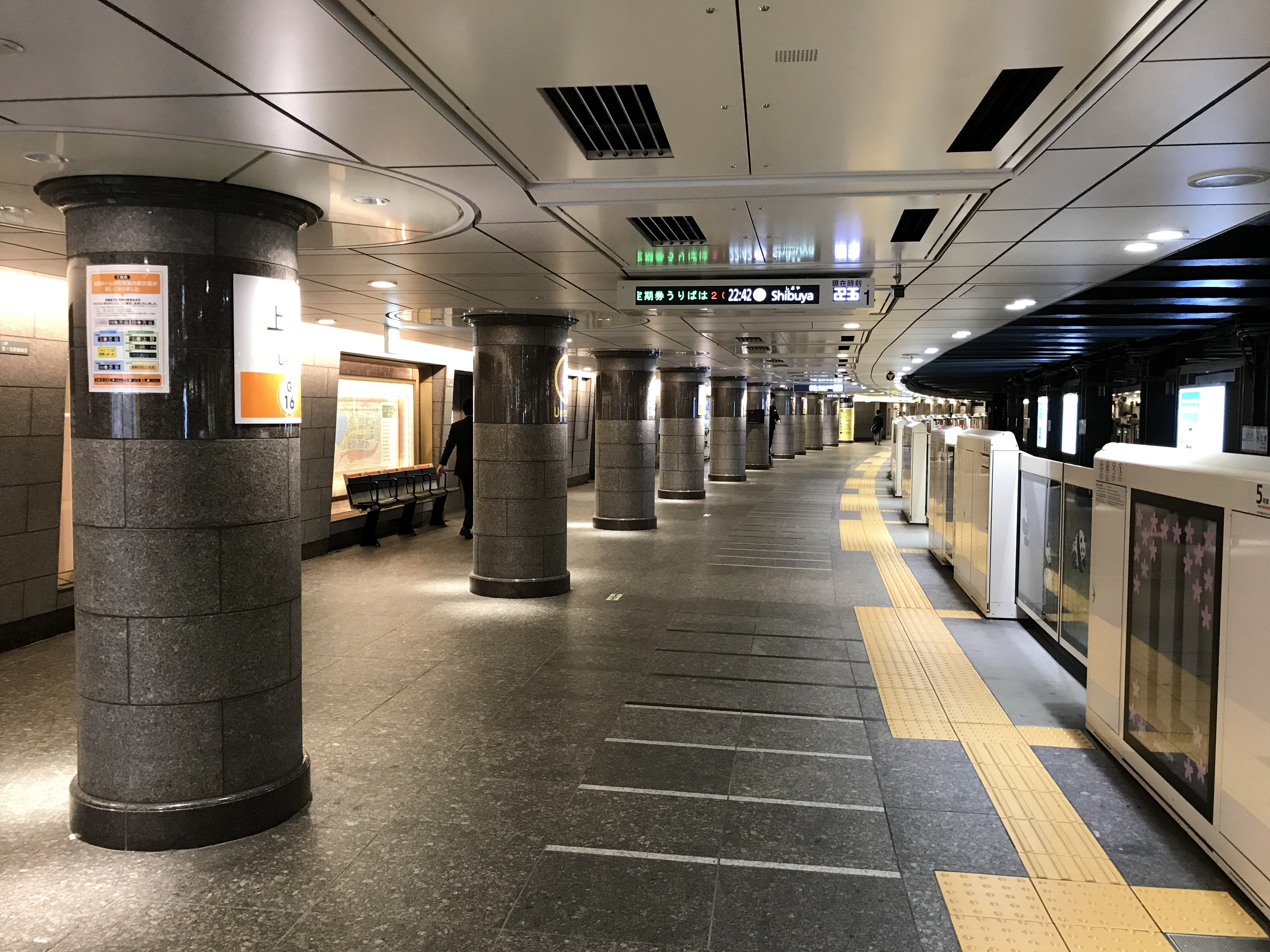
Платформа №1 линии Гиндза

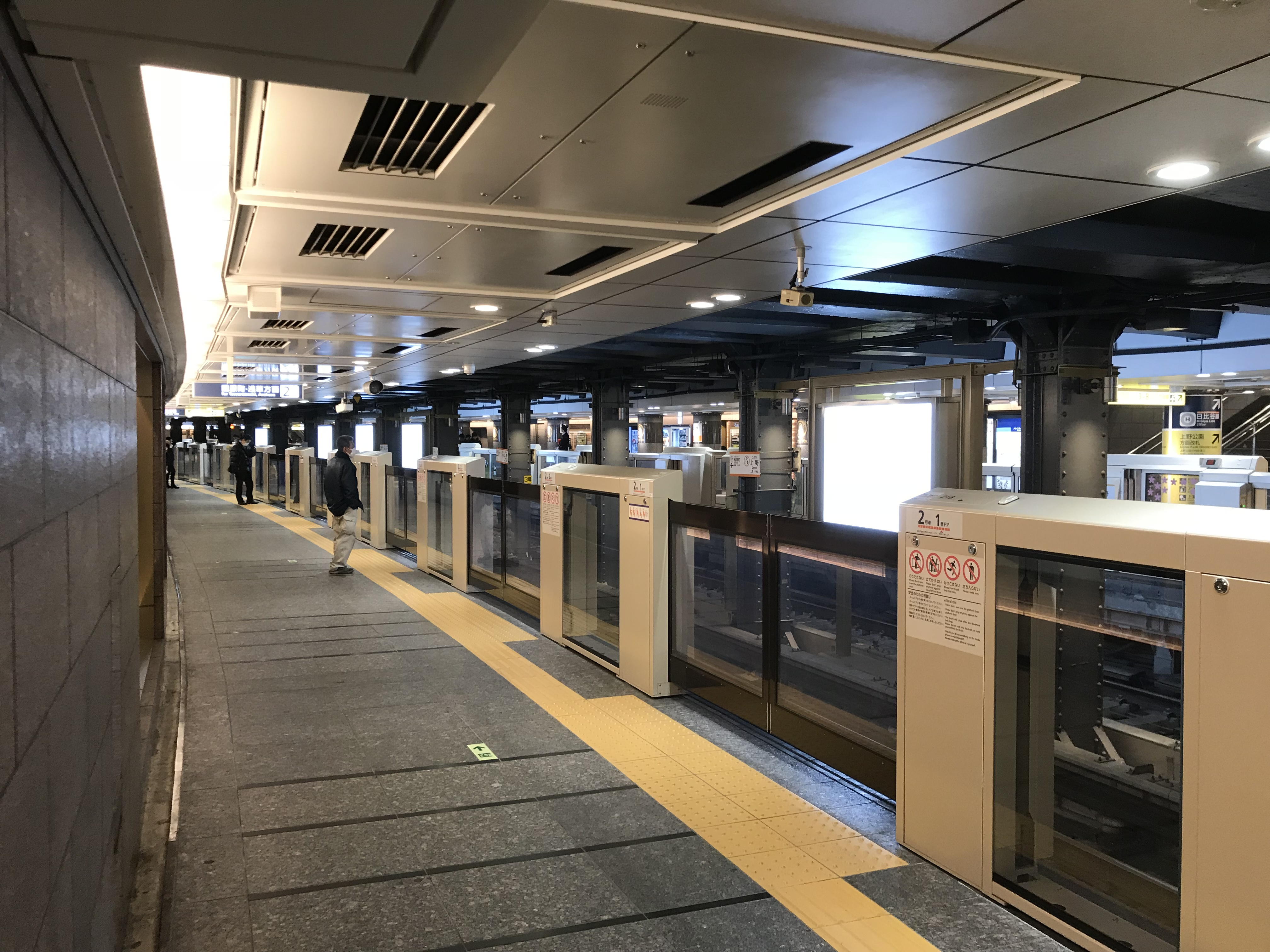
Платформа №2 линии Гиндза

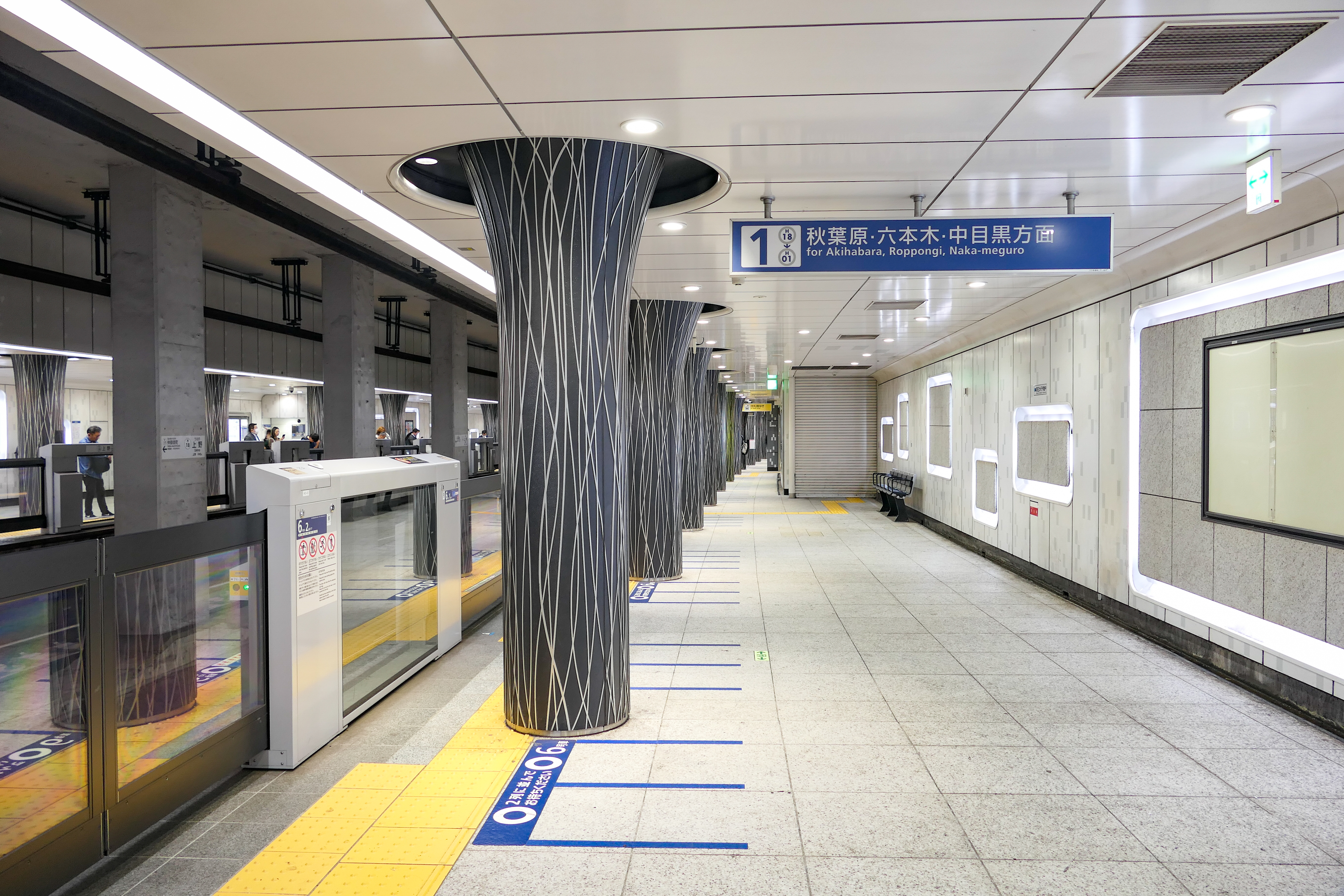
Платформа №1 линии Хибия

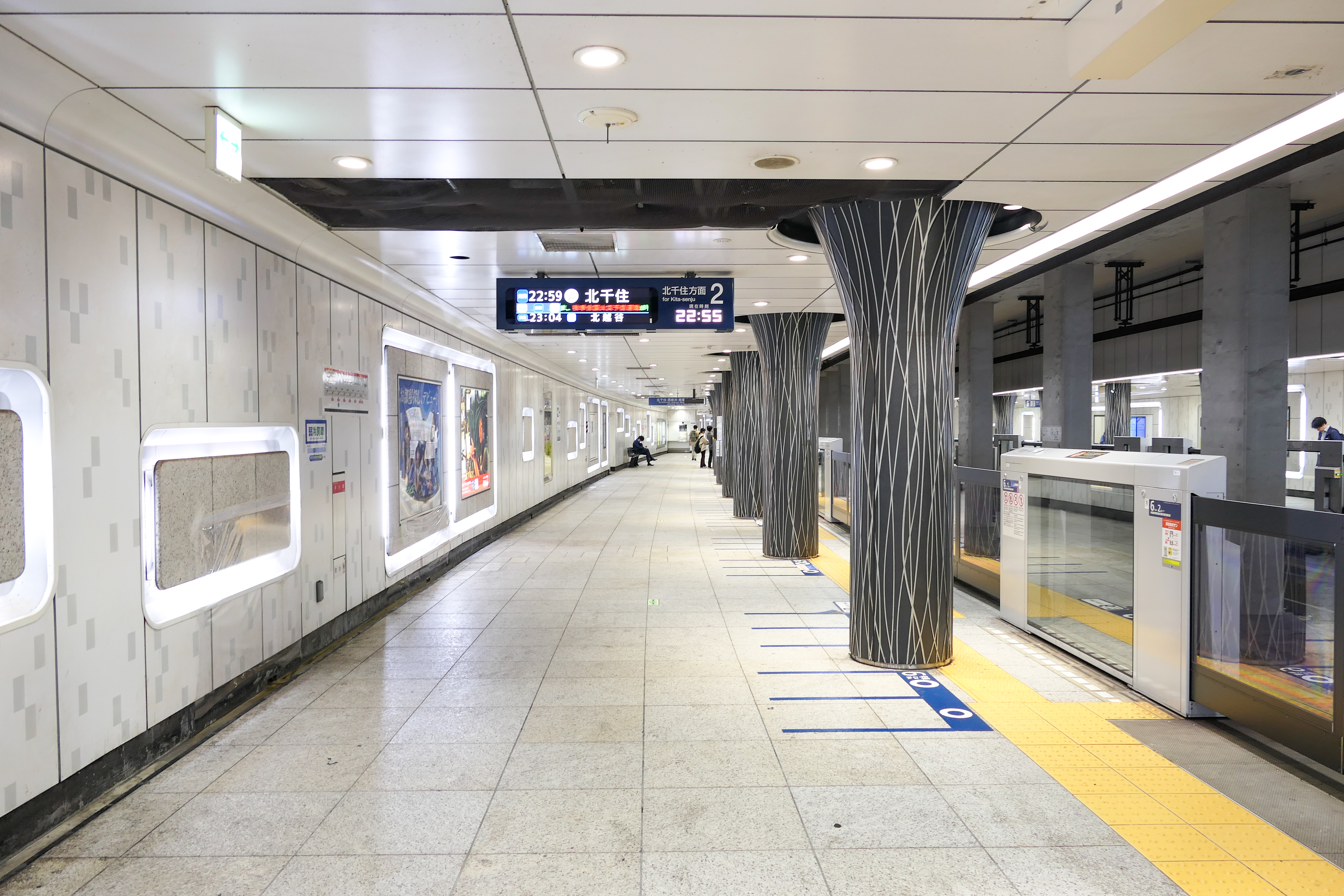
Платформа №2 линии Хибия

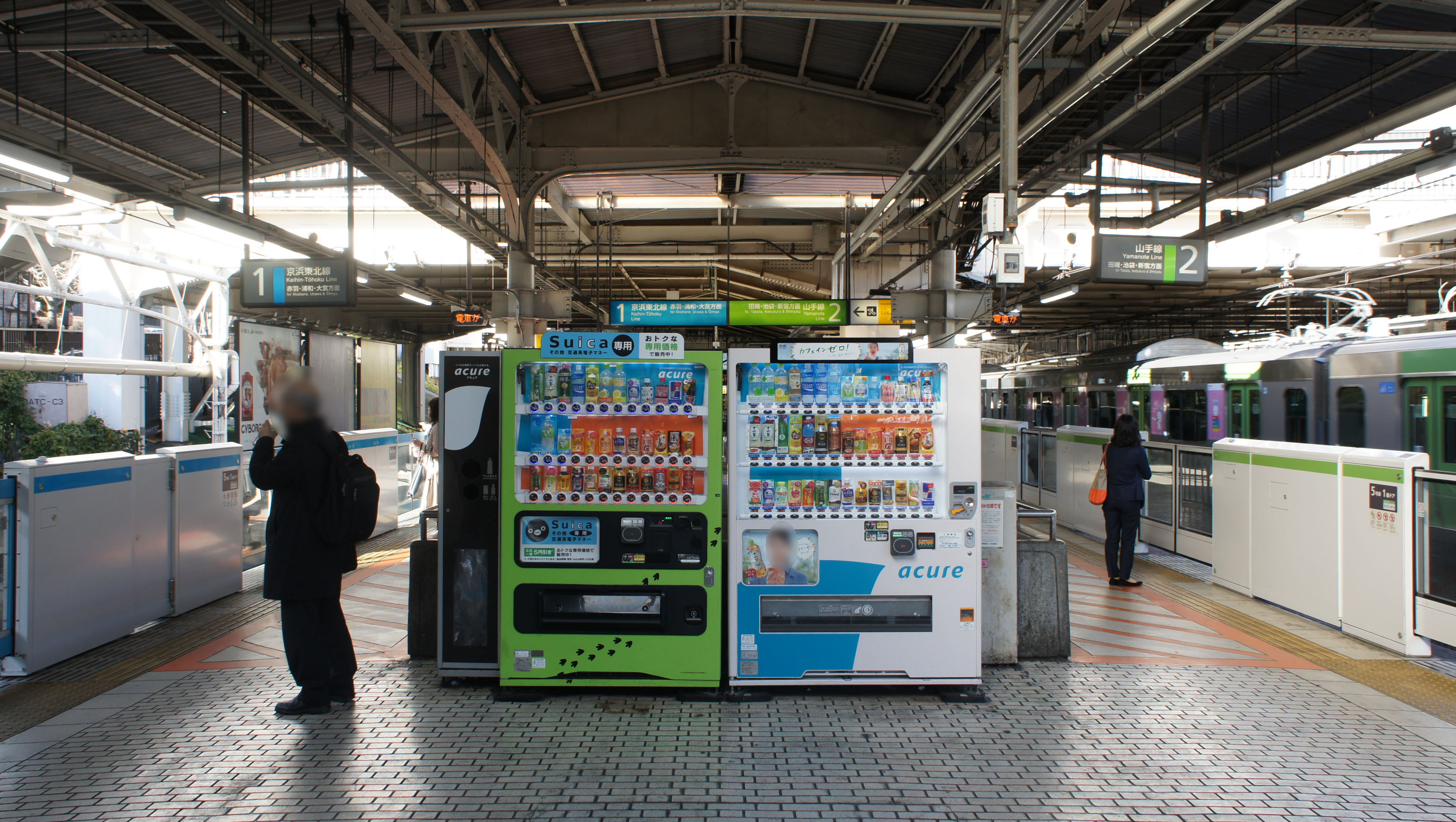
Станционные платформы №1 и №2 линий Кэйхин-Тохоку и Яманотэ

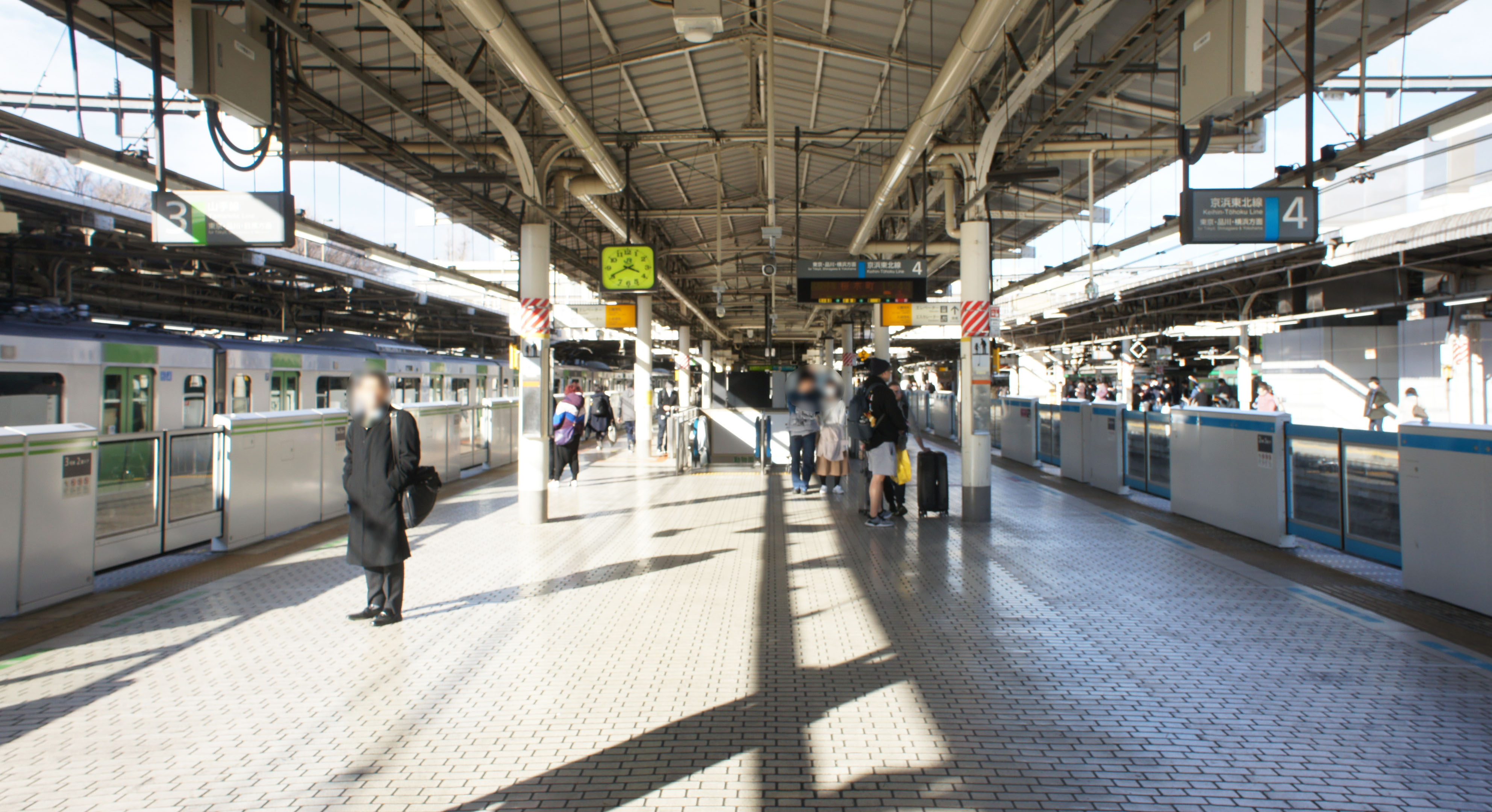
Станционные платформы №3 и №4 линий Яманотэ и Кэйхин-Тохоку

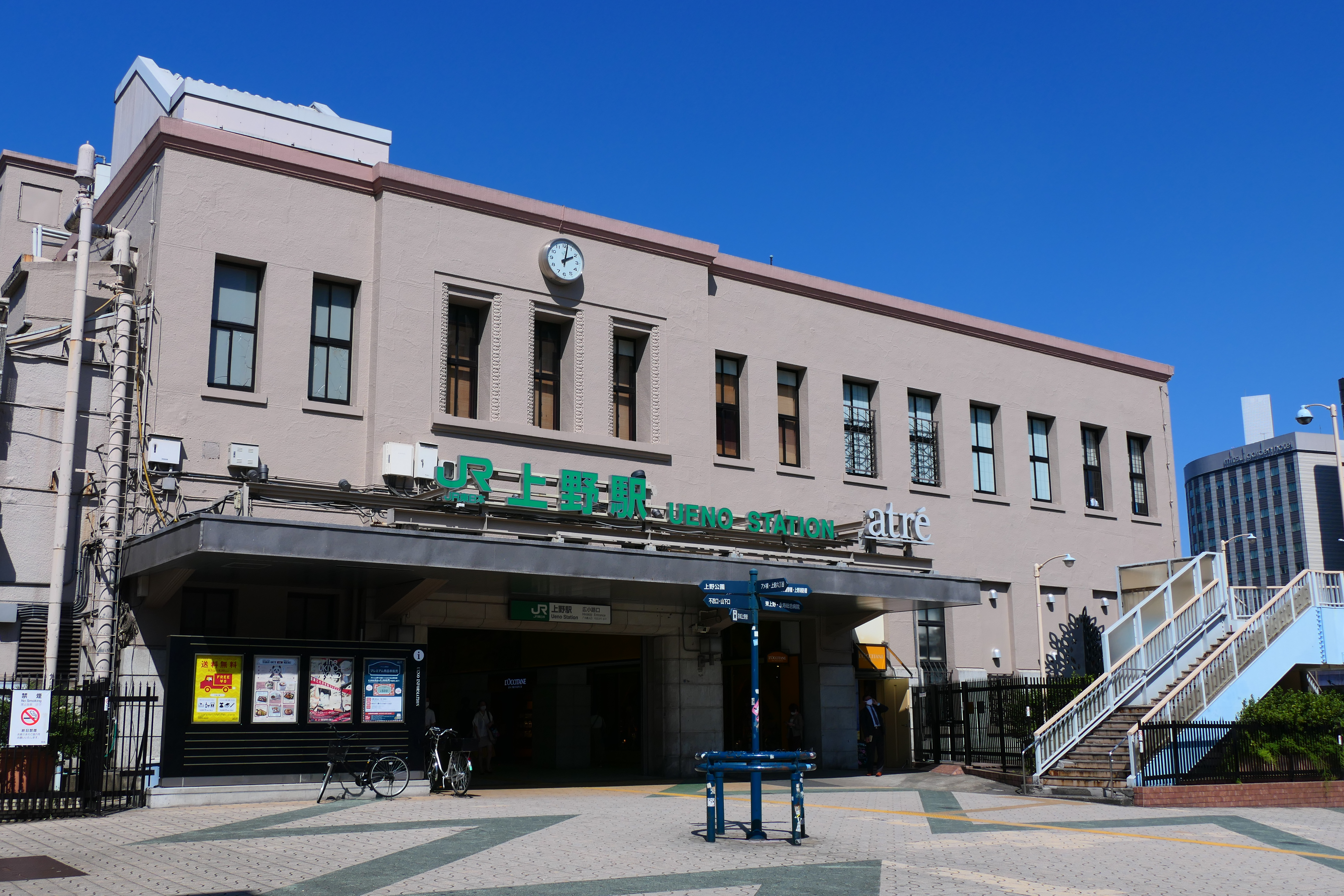
Один из выходов

Неподалёку расположена станция Кэйсэй-Уэно, конечная станция линии Кэйсэй.

## Линии
- East Japan Railway Company
  - Акита-синкансэн
  - Хокурику-синкансэн
  - Дзёэцу-синкансэн
  - Тохоку-синкансэн
  - Ямагата-синкансэн
  - Линия Дзёбан
  - Линия Кэйхин-Тохоку
  - Линия Такасаки
  - Линия Тохоку (Линия Уцуномия)
  - Линия Яманотэ
- Tokyo Metro
  - Линия Гиндза
  - Линия Хибия

## История

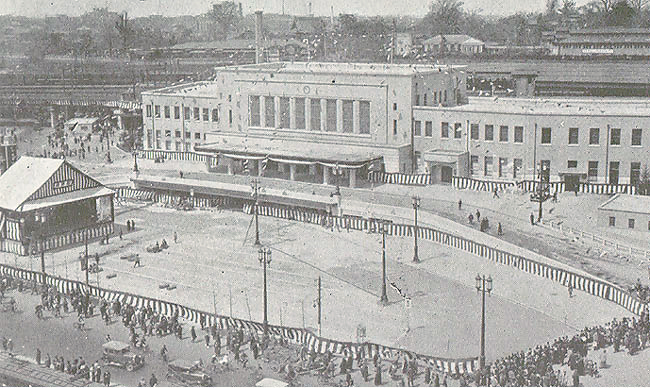
Церемония открытия нового здания железнодорожной станции в 1932 году

Станция была открыта 28 июля 1883 года. Нынешнее здание станции было открыто в 1932 году, по причине того что предыдущее здание было уничтожено во время великого землетрясения Канто в 1923 году. В 1927 году была открыта станция метрополитена. На станции установлены автоматические платформенные ворота.

## Планировка станции

### JR East
Станция расположена на трёх уровнях.
Надземный уровень: 6 платформ островного типа и 12 путей.
Наземный уровень: платформы заливного типа и 6 путей.
Подземный уровень: две платформы островного типа и 4 пути.(Синкансэн)
| Надземные платформы             |                                                    |                                                               |
| 1                               | ■Линия Кэйхин-Тохоку                               | Одзи・Акабанэ・Омия                                           |
| 2                               | ■Линия Яманотэ                                     | Табата・Икэбукуро・Синдзюку                                   |
| 3                               | ■Линия Яманотэ                                     | Токио・Синагава・Готанда                                      |
| 4                               | ■Линия Кэйхин-Тохоку                               | Токио・Синагава・Иокогама・Офуна                              |
| 5 — 9                           | ■Линия Уцуномия                                    | Ояма・Уцуномия・Куроисо                                       |
| 5 — 9                           | ■Линия Такасаки・Линия Дзёэцу・Линия Рёмо          | Кумагая・Такасаки・Маэбаси                                    |
| 9・10                           | ■Линия Дзёбан                                      | Цутиура・Мито・Кацута                                         |
| 11・12                          | ■Линия Дзёбан （Скорая）・Линия Нарита             | Мацудо・Торидэ・Нарита                                        |
| Наземные платформы              |                                                    |                                                               |
| 13 — 15                         | ■Линия Уцуномия                                    | Ояма・Уцуномия・Куроисо                                       |
| 13 — 15                         | ■Линия Такасаки                                    | Кумагая・Такасаки・Маэбаси                                    |
| 13・14                          | ■Вечерние экспрессы: Хокутосэй, Кассиопея, Акэбоно | Хакодате・Саппоро・Акита・Аомори                              |
| 16・17                          | ■Экспрессы: Минаками, Кусацу, Акаги                | Минаками・Мандза-Кадзавагути・Маэбаси                         |
| 16・17                          | ■Экспресс Хитати                                   | Мито・Иваки・Хараномати・Сэндай                               |
| Подземные платформы (Синкансэн) |                                                    |                                                               |
| 19                              | Дзёэцу・Нагано-синкансэн                           | Такасаки・Ниигата・Нагано                                     |
| 20                              | Тохоку・Ямагата・Акита-синкансэн                   | Уцуномия・Сэндай・Мориока・Син-Аомори・Ямагата・Синдзё・Акита |
| 20                              | Дзёэцу・Нагано-синкансэн                           | Такаак・Ниигата・Нагано                                       |
| 21                              | Синкансэн                                          | Токио                                                         |
| 22                              | Синкансэн                                          | Дополнительный путь                                           |

### Tokyo Metro
4 платформы бокового типа и 4 пути.
| Линия Гиндза |              |                                             |
| 1            | Линия Гиндза | Гиндза・Акасака-Мицукэ・Омотэсандо・Сибуя   |
| 2            | Линия Гиндза | Асакуса                                     |
| Линия Хибия  |              |                                             |
| 1            | Линия Хибия  | Хибия・Роппонги・Нака-Мэгуро                |
| 2            | Линия Хибия  | Минами-Сэндзю・Кита-Сэндзю・Тобу-Добуцукоэн |

## Близлежащие станции
| «                                                                                         | «                                                                                         | Вид обслуживания                                                                          | »                                                                                         | »                                                                                         |
| East Japan Railway Company (JR East)                                                      | East Japan Railway Company (JR East)                                                      | East Japan Railway Company (JR East)                                                      | East Japan Railway Company (JR East)                                                      | East Japan Railway Company (JR East)                                                      |
| Тохоку-синкансэн, Ямагата-синкансэн, Акита-синкансэн Дзёэцу-синкансэн, Хокурику-синкансэн | Тохоку-синкансэн, Ямагата-синкансэн, Акита-синкансэн Дзёэцу-синкансэн, Хокурику-синкансэн | Тохоку-синкансэн, Ямагата-синкансэн, Акита-синкансэн Дзёэцу-синкансэн, Хокурику-синкансэн | Тохоку-синкансэн, Ямагата-синкансэн, Акита-синкансэн Дзёэцу-синкансэн, Хокурику-синкансэн | Тохоку-синкансэн, Ямагата-синкансэн, Акита-синкансэн Дзёэцу-синкансэн, Хокурику-синкансэн |
| ----------------------------------------------------------------------------------------- | ----------------------------------------------------------------------------------------- | ----------------------------------------------------------------------------------------- | ----------------------------------------------------------------------------------------- | ----------------------------------------------------------------------------------------- |
| Токио                                                                                     | Токио                                                                                     | -                                                                                         | Омия                                                                                      | Омия                                                                                      |
| Линия Яманотэ                                                                             |                                                                                           |                                                                                           |                                                                                           |                                                                                           |
| Окатимати                                                                                 | Окатимати                                                                                 | -                                                                                         | Угуисудани                                                                                | Угуисудани                                                                                |
| Линия Кэйхин-Тохоку                                                                       |                                                                                           |                                                                                           |                                                                                           |                                                                                           |
| Акихабара                                                                                 | Акихабара                                                                                 | Rapid                                                                                     | Табата                                                                                    | Табата                                                                                    |
| Окатимати                                                                                 | Окатимати                                                                                 | Local                                                                                     | Угуисудани                                                                                | Угуисудани                                                                                |
| Линия Тохоку (Линия Уцуномия, Линия Такасаки)                                             |                                                                                           |                                                                                           |                                                                                           |                                                                                           |
| Конечная станция                                                                          | Конечная станция                                                                          | Local, Commuter Rapid                                                                     | Оку                                                                                       | Оку                                                                                       |
| Конечная станция                                                                          | Конечная станция                                                                          | Rapid                                                                                     | Акабанэ                                                                                   | Акабанэ                                                                                   |
| Линия Дзёбан                                                                              |                                                                                           |                                                                                           |                                                                                           |                                                                                           |
| Конечная станция                                                                          | Конечная станция                                                                          | -                                                                                         | Ниппори                                                                                   | Ниппори                                                                                   |
| Tokyo Metro                                                                               |                                                                                           |                                                                                           |                                                                                           |                                                                                           |
| Линия Гиндза (G-16)                                                                       |                                                                                           |                                                                                           |                                                                                           |                                                                                           |
| Уэно-Хирокодзи (G-15)                                                                     | Уэно-Хирокодзи (G-15)                                                                     | -                                                                                         | Инаритё (G-17)                                                                            | Инаритё (G-17)                                                                            |
| Линия Хибия (H-18)                                                                        |                                                                                           |                                                                                           |                                                                                           |                                                                                           |
| Нака-Окатимати (H-17)                                                                     | Нака-Окатимати (H-17)                                                                     | -                                                                                         | Ирия (H-19)                                                                               | Ирия (H-19)                                                                               |